# Fuori orario
(Paul al centralino della polizia)
Fuori orario (After Hours) è un film del 1985 diretto da Martin Scorsese. Il titolo originale si può tradurre anche, più precisamente, in "dopolavoro", riferito alle ore non lavorative.
Interpretato da Griffin Dunne, Rosanna Arquette e Linda Fiorentino, il film diventa un nuovo capitolo nel viaggio intrapreso dal regista italo-americano all'interno di quella grande metropoli (New York) che ha ritratto nelle sue più celebri pellicole, da Taxi Driver fino a Gangs of New York. Presentato in concorso al 39º Festival di Cannes, ha vinto il premio per la regia.

## Trama
Paul Hackett è un programmatore di computer presso una società informatica di New York. Una sera, dopo il lavoro, si reca in un bar dove conosce un'affascinante donna, Marcy Franklin, con la quale inizia una piacevole conversazione a proposito del libro che sta leggendo, Tropico del Cancro di Henry Miller. Al termine di un breve scambio d'opinioni, lei gli lascia il numero di telefono della sua amica Kiki, da cui è ospite, invitandolo a raggiungerla più tardi a casa di quella. Dopo cena, durante il tragitto in taxi verso l'abitazione di Marcy, Paul perde dal finestrino l'unica banconota da 20 dollari che aveva nel portafoglio e rimane con soli 97 centesimi in tasca. Scaricato in malo modo dal tassista, l'uomo riesce comunque a trovare l'isolato dove è ospite Marcy e lì conosce anche la disinvolta scultrice Kiki, parlando con la quale commette anche una piccola gaffe a proposito del famoso quadro di Edvard Munch L'urlo. Appartatosi quindi con Marcy, la conversazione prende però una strana piega e, dopo un acceso diverbio, Paul decide di andare via.
Ormai passata la mezzanotte, pensa di tornare a casa con la metropolitana, ma a causa dell'aumento del prezzo dei biglietti, appena entrato in vigore, non può permettersene uno. Si dirige allora in un vicino bar, dove incontra una cameriera, Julie, che lo prende subito in simpatia. Il proprietario del locale, Tom Schorr, scoprendo la situazione di Paul, gli offre i soldi che gli mancano per il biglietto, ma il registratore di cassa non si apre. Per sbloccarlo è necessaria una chiave che sta nell'appartamento del barista e così Paul si propone di andarla a recuperare; il barista accetta e gli dà le chiavi di casa. Paul recupera la chiave, ma mentre sta uscendo viene avvicinato da due residenti dello stabile, che gli riferiscono di certi recenti furti nel quartiere. Uscito dal palazzo, Paul nota due loschi individui, Neil e Pepe, con una scultura di Kiki, ma quando si avvicina loro, quelli scappano improvvisamente, facendo cadere accidentalmente l'opera. Paul la raccoglie per riportarla a Kiki, ma quando arriva all'appartamento scopre che Marcy è morta, probabilmente suicida, e Kiki non c'è; trova però un biglietto dove la ragazza ha lasciato scritto di essere andata al Club Berlin, un locale notturno nelle vicinanze.
L'uomo decide allora di tornare nel bar di Tom, ma lo trova temporaneamente chiuso. Mentre riflette su cosa sia meglio fare, Paul incrocia Julie per strada e la cameriera lo invita a salire nel suo appartamento, dove potrà comunque aspettare più tranquillamente che Tom torni. Julie in realtà si è innamorata di Paul, ma lui non ricambia e torna nel bar da Tom, trovandolo afflitto per la morte di Marcy, proprio la stessa ragazza che aveva conosciuto poco prima e che ha appena trovata morta nell'appartamento di Kiki. Paul non sa che fare e ritorna a casa di Julie per schiarirsi le idee. Mentre parlano lei disegna un suo ritratto e Paul, che continua a non ricambiare le insistenti attenzioni di Julie, capisce di aver fatto un errore a tornare da lei e così se ne va per dirigersi al Club Berlin. Il buttafuori del locale inizialmente non lo fa entrare, ma quando lui gli fa il nome di Kiki, riesce a passare. Dentro però non la trova e quando esce di nuovo in strada Paul viene additato come uno dei ladri del quartiere da una folla inferocita, che inizia a inseguirlo.
Cercando di seminare la folla, Paul si rifugia in un caffè, dove incontra di nuovo Tom, ma i suoi inseguitori lo rintracciano e così scappa ancora. Per strada scopre che Julie, per vendicarsi del suo rifiuto, ha utilizzato il ritratto che gli ha fatto per creare un volantino in cui è indicato come uno dei ladri. Paul torna allora al Club Berlin per rifugiarsi lì, dove utilizza il poco denaro rimastogli per far partire la canzone Is That All There Is? di Peggy Lee e chiede a una donna di ballare con lui. June, questo il nome della donna, è una scultrice che ha il suo laboratorio proprio nel locale e una volta venuta a conoscenza dell'assurda situazione di Paul, si offre di aiutarlo. Così in poco tempo lo trasforma in una scultura di cartapesta, che ricalca L'urlo di Edvard Munch, per nasconderlo alla folla, che intanto ha fatto irruzione nel locale. Il trucco funziona, ma per prudenza June decide di non liberarlo ancora dalla cartapesta. Intanto Neil e Pepe, i due ladri, si introducono nel Club Berlin e rubano la "scultura", caricandola su un furgoncino. A causa di un'improvvisa curva, il portellone però si apre e la scultura cade a terra, spaccandosi e liberando Paul. Il sole sta ormai per sorgere e l'uomo scopre di essere caduto proprio davanti all'azienda in cui lavora, così non gli resta che sistemarsi alla meglio ed entrare nell'edificio, sfinito e incredulo, per andare di nuovo a lavorare.

## Produzione
Scorsese legge Lies, una sceneggiatura (scritta in origine come saggio finale del corso di cinema del regista Dušan Makavejev) di Joseph Minion, studente della Columbia University, che ha per protagonista un esperto di informatica. I diritti sulla sceneggiatura erano già stati acquistati da Amy Robinson e Griffin Dunne. Quest'ultimo interpreterà poi Paul Hackett. La sceneggiatura è riscritta da Scorsese e Minion, e reintitolata inizialmente A Night at SoHo, per poi scegliere il titolo definitivo After Hours.
Originariamente il film doveva essere diretto da Tim Burton, ma Scorsese lesse la sceneggiatura mentre stava avendo problemi finanziari e anche religioso-politici per il tentativo di realizzazione de L'ultima tentazione di Cristo, che sarà realizzato solo tre anni dopo: Burton rinunciò senza problemi alla regia del film quando Scorsese espresse il desiderio di dirigerlo personalmente. Le riprese richiesero otto settimane di lavoro, rese ancor più stancanti dall'esigenza di Scorsese di girare esclusivamente di notte, contribuendo a pervadere dell'atmosfera del film ogni scena, anche in interni.
Fu il primo film di Scorsese, dopo parecchi anni, a non includere Robert De Niro nel cast, ma soprattutto fu il film che, a causa dell'insuccesso commerciale di Re per una notte (1983), costrinse Scorsese (che aveva anche appena visto terminare il suo matrimonio con Isabella Rossellini) ad avvalersi di una produzione indipendente. Il film venne parzialmente prodotto dallo stesso protagonista, Griffin Dunne, con un budget di appena 4 milioni di dollari.
Scorsese fa un cameo interpretando il gestore di luci punk al Berlin Cafè. Nel bar in cui Paul Hackett incontra Marcey, al tavolo di fianco a quello del protagonista si possono notare Catherine e Charles Scorsese, genitori del regista, che chiacchierano.
La colonna sonora del film venne realizzata da Howard Shore, mentre per i titoli di testa e di coda sono stati utilizzati il primo e secondo movimento della Sinfonia K 95 (73n) di Mozart.

## Riconoscimenti
- Festival di Cannes 1986
  - Prix de la mise en scène
- Golden Globe
  - 1986 – Candidatura al Miglior attore in un film commedia o musicale a Griffin Dunne
- Independent Spirit Awards 1986
  - Miglior film
  - Miglior regista